# Troll (Terre du Milieu)
Pour les articles homonymes, voir Troll (homonymie).
Les Trolls sont un peuple du legendarium de Tolkien. Ils étaient une race de grandes créatures humanoïdes à l’intellect limité. Ils étaient forts et vicieux, mais certains d’entre eux ne pouvaient pas supporter la lumière du soleil et se transformaient en pierre lorsqu’ils y étaient exposés, ce qui les rendait définitivement sans vie.

## Histoire

### Premier Âge

#### Origines
Morgoth a conçu ou corrompu des Trolls au cours du Premier Âge (« crépuscule des Jours Anciens »). Leurs origines exactes sont inconnues, bien que Sylvebarbe croyait que les Trolls avaient été créés par le Seigneur des Ténèbres « pour se moquer des Ents », de la même manière que les Orcs étaient une parodie tordue des Elfes,. Quelles que soient leurs origines exactes, les Trolls étaient ternes et grumeleux, et au moins à leurs débuts, ils étaient aussi inarticulés que les animaux.

#### Nirnaeth Arnoediad
La participation des Trolls à la Guerre des Joyaux n’a pas été enregistrée dans les contes des Jours Anciens jusqu’à ce que P.A. 472, lors de la bataille des Larmes innombrables.
Les armées d’Angband attaquèrent et tuèrent toute l’arrière-garde des frères Húrin et Huor et le reste des hommes de la maison Hador de Dor-lómin, à l’exception de Húrin à la rivière Rivil.
Quand Húrin fut le dernier homme debout, il jeta son bouclier et saisit sa hache à deux mains. Une chanson raconte que sa hache fumait dans le sang noir de la garde troll de Gothmog, du seigneur des Balrogs et du grand capitaine d’Angband jusqu’à ce qu’il soit finalement capturé vivant par des orcs sur l’ordre de Morgoth, lié par Gothmog et traîné à Angband.

### Deuxième et Troisième Âges
Plus tard, Sauron leur enseigna le peu qu’ils étaient capables d’apprendre et augmenta leur intelligence par la méchanceté. En conséquence, les Trolls apprirent autant de langage qu’ils le pouvaient des Orcs. Dans les Terres de l’Ouest, les Trolls de pierre parlaient une forme avilie de Westron. L’Olog-hai ne parlait que le Noir Parler de Barad-dûr.
Depuis des jours avant la mémoire, les Trolls se sont installés dans le nord des Monts Brumeux, en particulier près des landes d’Etten. Le royaume d’Angmar a été fondé dans leur région, et tant qu’il a duré (c. T.A. 1300 – 1975), le nombre des Trolls a augmenté, tout comme leur méchanceté. Après la chute d’Angmar, les Trolls se retirèrent à l’est des Monts Brumeux, mais 300 ans avant la Guerre de l’Anneau, ils retournèrent en Eriador. Ils ont réussi à faire des tanières dans les collines aussi loin à l’ouest que les Hauts du Nord malgré les efforts des Dúnedain du Nord pour surveiller la région.
À l’époque d’Arador, le 14e chef des Dúnedain, une bande de Trolls menaça sa maison dans les bois près de la rivière Fontgrise, au nord des Fourrés des Trolls. En T.A. 2930 Les trolls des collines s’emparèrent d’Arador au nord de Fondcombe et le tuèrent.
Au Troisième Âge, Sauron a engendré une nouvelle race de Trolls, qui ont été appelés Olog-hai dans le Langage Noir. Contrairement à l’ancienne race de Trolls du Premier Âge, les Olog-hai pouvaient supporter l’exposition à la lumière du soleil tant qu’ils étaient contrôlés par la volonté de Sauron. Ils étaient rusés, forts, agiles, féroces, plus durs que la pierre et parlaient peu. Les Olog-hai ont été vus pour la première fois à la fin du Troisième Âge dans le sud de la Forêt Noire et dans les montagnes du Mordor.

#### La quête d’Erebor

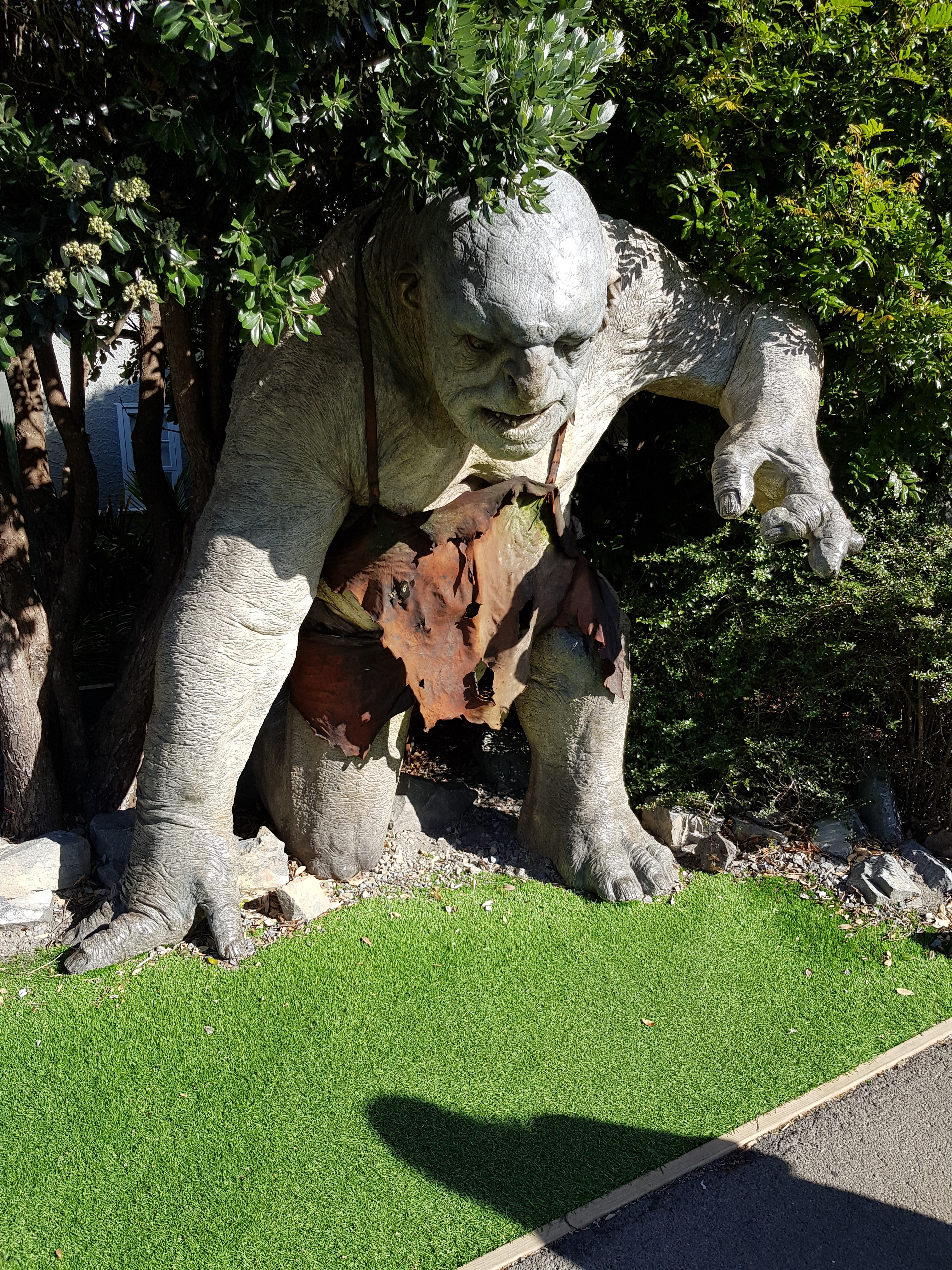
Les statues des Trolls du Hobbit en Nouvelle-Zélande

En T.A. 2941, Thorin et ses compagnons rencontrèrent Bert, Tom et Bill, trois Trolls qui étaient descendus des montagnes et avaient mangé un nombre d’hommes équivalent à un village et demi, qui s’étaient probablement arrêtés là sur leur chemin à travers la région, ainsi que des moutons.
Les trolls capturèrent Bilbo et les Nains, mais Gandalf revint à temps pour que les trolls continuent à se disputer sur la façon de cuisiner les Nains en se faisant passer pour les voix des Trolls depuis un lieu de cachette jusqu’à ce que les premières lueurs du soleil du matin arrivent sur la colline et transforment les trolls en pierre. Par la suite, Thorin et ses compagnons découvrirent la grotte des trolls et s’emparèrent des épées de Glamdring et d’Orcrist, du couteau Dard, de pièces d’or et de nourriture de la grotte.
On ne sait pas comment les trolls s’étaient emparés de l’épée, mais Elrond devina que les trolls avaient volé d’autres voleurs ou les avaient trouvés dans une cale dans les montagnes comme restes d’anciens vols.

#### La Guerre de l’Anneau
À l’approche du cinquantième anniversaire de Frodon Sacquet, probablement au début de l’année T.A. 3018 Des rumeurs avaient parvenu dans la Comté selon lesquelles des Trolls étaient à l’étranger, plus rusés que d’habitude et armés d’armes redoutables. Par T.A. 3018 quand Aragorn et les Hobbits ont été attaqués sur les Monts Venteux, les terres à l’est des Monts Venteux étaient inhabitées et avaient été désertes, car les Trolls descendaient parfois des vallées septentrionales des Monts Brumeux. À cette époque, les Trolls vivaient encore dans les Vallées d'Etten, les vallées des landes d’Etten, qui s’étendaient jusqu’aux contreforts des Monts Brumeux, loin au nord de Fondcombe.
Le 18 octobre, T.A. En 3018, Aragorn et les Hobbits trouvèrent un chemin dans les Fourrés des Trolls, qui avait probablement été tracé par les trois Trolls, le suivirent et découvrirent qu’il menait à la grotte des trolls, puis à la clairière dans les bois non loin en dessous de la grotte où se tenaient encore les trois trolls qui avaient été transformés en pierre.
Le 15 janvier, T.A. N° 3019,, la Communauté de l’Anneau a été attaquée dans la Chambre de Mazarbul par un troll des cavernes et des Orcs. Lorsque Boromir tailla le bras du troll qui entrait par une ouverture dans la porte avec son épée, son épée fut entaillée, regarda de côté et tomba de sa main. Cependant, le troll battit en retraite lorsque Frodon le poignarda dans le pied avec son épée Dard.
Aux premières heures du 15 mars, T.A. 3019, lors du siège de Minas Tirith, les trolls des montagnes marchèrent derrière le grand bélier Grond de cent pieds de long jusqu’à la Grande Porte de Minas Tirith et balancèrent Grond quatre fois contre la porte jusqu’à ce que la porte se brise.
Le 25 mars, T.A. 3019, Au début de la bataille du Morannon, l’armée de l’Ouest, composée des forces du Gondor et du Rohan, fut attaquée sur les collines de Slag, devant la Porte Noire du Mordor, par une grande compagnie de trolls des collines de Gorgoroth avec d’énormes boucliers ronds et de lourds marteaux. Pippin a réussi à abattre le chef des Trolls en le poignardant avec sa lame de brouette lorsque le troll a essayé de mordre la gorge de Beregond qui était tombé après avoir été assommé par le monstre.

## Caractéristiques
Les trolls étaient plus grands et plus larges que les hommes d’une hauteur de douze pieds ou plus. Ils avaient la peau foncée avec des écailles verdâtres, de grands pieds plats sans orteils, et des mains nouées avec des griffes. Leur sang était noir,,.
Les Trolls ordinaires redevinrent la pierre à partir de laquelle ils avaient été créés lorsqu’ils étaient exposés à la lumière du soleil, mais la race des Trolls appelée Olog-hai qui apparut à la fin du Troisième Âge pouvait tolérer la lumière du chant tant qu’elle était contrôlée par la volonté de Sauron.
Les trolls vivaient sur différents terrains et étaient connus sous le nom de trolls des cavernes, Trolls des collines, ou des trolls des montagnes. Ils n’ont pas construit de bâtiments, et dormait dans des grottes ou des trous. Il est possible que le terme Trolls de pierre était utilisé pour les trolls ordinaires qui redevenaient de la pierre lorsqu’ils étaient exposés à la lumière du soleil,.

### Types de trolls
- Trolls des cavernes
- Trolls des collines
- Trolls des montagnes
- Olog-hai
- Trolls de pierre
- On dit que certains Trolls ont plus d’une tête[11], et certains groupes d’Hommes ont été comparés à des Trolls.

## Autres noms
Le mot sindarin pour « troll » est torog. L’équivalent en Noir Parler est olog.
Le nom Rhudaur est traduit par Tolkien par « Troll shaw », rhû étant traduit par « maléfique, méchant ».

## Autres versions du legendarium

### Début du legendarium
Dans un ancien tableau de différentes créatures, les trolls reçoivent le nom de maulir Quenya. Patrick H. Wynne et Christopher Gilson ont suggéré que maulir est peut-être lié à Quenya maule (« pleurer, pleurer »), faisant ainsi peut-être « référence aux cris de ces monstres ou aux pleurs de leurs victimes ».

### Legendarium postérieure
Dans une version antérieure de ce qui allait devenir l’Appendice F, il était également mentionné que la Puissance maléfique avait croisé sa race avec celle d’Orcs plus grands.
Dans une note non publiée sur l’origine des Orcs, sans aucune indication de la date à laquelle la note a été écrite, Tolkien a déclaré qu’il semblerait évident que les Trolls étaient des corruptions de types humains primitifs.

### Les trolls dans les poèmes du hobbit
Dans Les Aventures de Tom Bombadil, un recueil de poèmes principalement dérivés des hobbits, souvent de nature fantaisiste, il est fait mention de deux trolls :
- Le premier est mentionné dans le poème Le Troll de pierre[37] composé par Samsagace Gamegie[38], qu’il récita à Aragorn, Frodon, Merry et Pippin pendant leur séjour près des trois Trolls qui furent changés en pierre dans l’aventure de Bilbo à Erebor[39].

- Le second est mentionné dans le poème ludique Perry-the-Winkle, également composé par Sam[38], où le Troll Solitaire était l’un des personnages principaux du poème. Cependant, contrairement à tous les autres trolls du legendarium, celui-ci était amical et de bonne humeur[40].

## Inspiration
Les trolls faisaient à l’origine partie de la mythologie nordique (en tant que synonyme négatif de jötunn, « géants ») et du folklore scandinave (en tant que grandes créatures laides des zones sauvages éloignées). J.R.R. Tolkien a utilisé des éléments de vieux mythes barbares selon lesquels les trolls retournaient à la pierre lorsqu’ils n’étaient pas dans l’obscurité.
Helen Buckhurst, une amie et collègue de J.R.R. Tolkien, a présenté un article intitulé Icelandic Folklore en 1926 dans lequel elle a déclaré que les trolls islandais dans les sagas et dans les contes plus récents étaient des créatures énormes, malhonnêtes et laides qui vivaient généralement dans des grottes dans les montagnes, étaient presque toujours maléfiques, faisaient souvent des raids dans les fermes périphériques la nuit pour prendre des moutons. chevaux, enfants, hommes et femmes et les mangeaient dans leurs maisons dans les montagnes. Elle a également mentionné que certains types de trolls doivent rester dans des grottes pendant la journée, car la lumière du soleil les transforme en pierre,.

## Représentation dans les adaptations

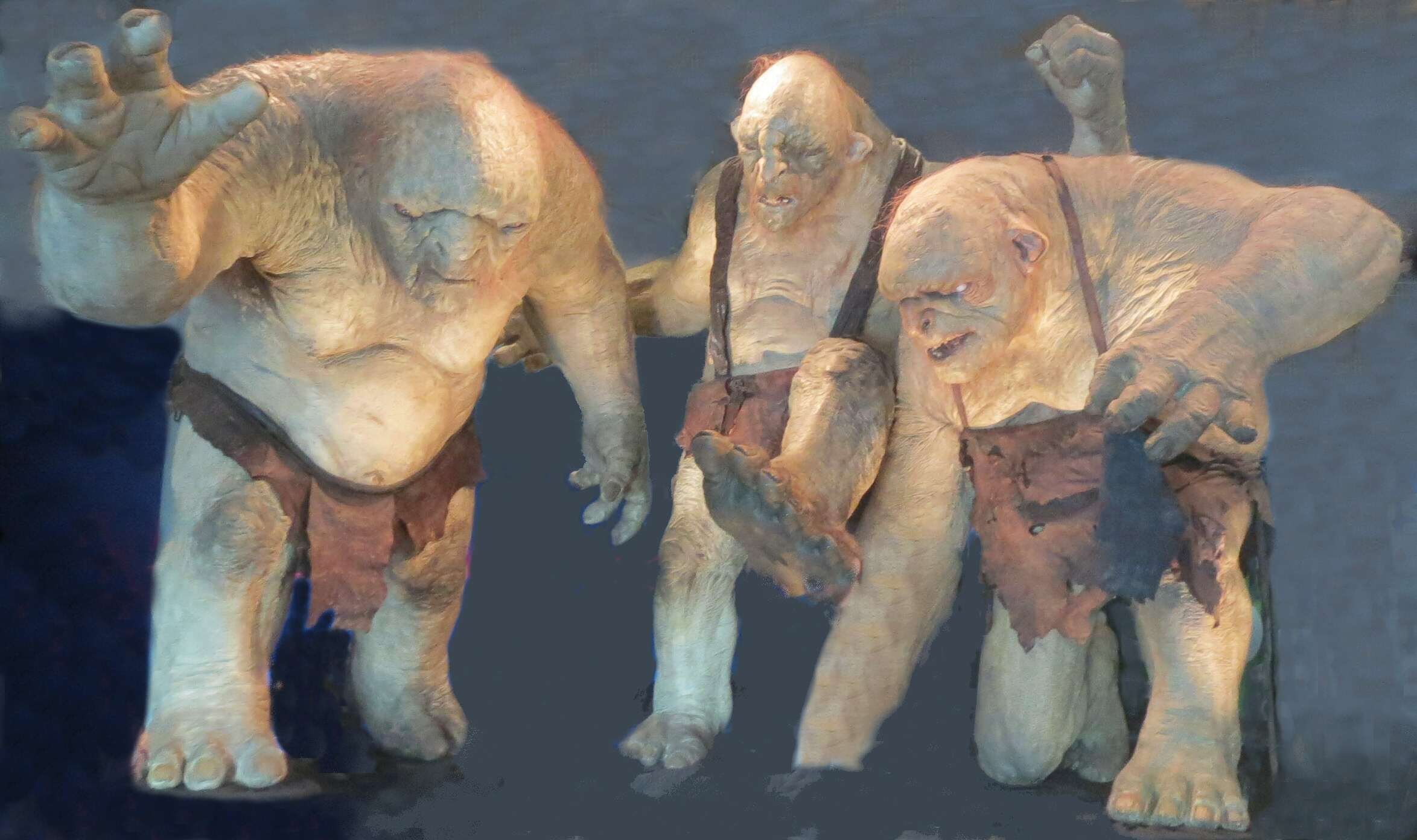
Les trolls du film "Le Hobbit" (2012), conservés au musée Te Papa en Nouvelle-Zélande.

### Films et vidéos
1966 : Le Hobbit (film, 1966) :
La position des trois Trolls dans le récit a été prise par deux créatures appelées « Gémissements ». Ils avaient une peau en bois, semblable à de l’écorce, et, au lieu de pierre, se transformaient en arbres morts lorsqu’ils étaient exposés à la lumière du soleil.
1978 : Le Seigneur des Anneaux (film, 1978) :
Le troll qui tente d’entrer dans la tombe de Balin est représenté comme une créature ténébreuse à la fourrure vert foncé. Contrairement au roman, ses pieds ont des orteils. C’est le seul troll que l’on voit dans le film.

### Jeux
2002 : Le Seigneur des Anneaux : Les Deux Tours :
Comme dans l’adaptation cinématographique de La Communauté de l’Anneau, un troll des cavernes sert de boss au niveau « Tombeau de Balin ». Une paire de trolls des cavernes sert également de boss au niveau « Hornburg Courtyard ». Une nouvelle race de trolls connus sous le nom de « trolls de la forêt » est également unique à ce jeu, qui apparaît dans plusieurs niveaux, notamment « Fangorn Forest » et « Bbreach Wall ».
2003 : Le Hobbit :
En plus des trois trolls de pierre du livre, un troll des cavernes était censé apparaître pendant le niveau « Over Hill and Under Hill » dans les versions PC et console, où il aurait servi de boss du niveau. Même si la rencontre a été coupée de la version finale du jeu, Bilbo mentionne toujours le troll à Gandalf lorsqu’il retrouve Thorïn et compagnie, et Kili informe Bilbo que les Trolls sont connus pour vivre dans les Monts Brumeux, et espère que Bilbo n’en a pas rencontré pendant qu’il était séparé.
Des programmes d’entraînement tiers pour la version PC permettent de réintégrer le combat de boss dans le jeu. Comme les trois Trolls de pierre, le Troll des cavernes aurait été capable de parler Westron, comme le montre sa cinématique d’introduction où il se plaint d’avoir mal aux dents. Le vaincre aurait donné la clé du troll qui, dans la version finale du jeu, repose sur le sol pour que Bilbo puisse la prendre sans avoir à tuer aucune des créatures qui la gardent.
2011 : Le Seigneur des Anneaux : La Guerre dans le Nord :
Comparés aux autres ennemis, les Trolls sont beaucoup plus forts. Les trolls apparaissent pour la première fois à Fornost, où l’on piège Eradan, Andriel et Farin. Un autre troll apparaît à la fin du niveau, où Eradan, Andriel et Farin doivent protéger Elladan et Elrohir. Lorsque ce troll est tué, le joueur peut entrer dans la Citadelle pour affronter Tharzog et Agandaûr.
2014 : La Terre du Milieu : L’Ombre du Mordor :
Les régions d’Udûn et de la mer de Nûrnen au Mordor sont habitées par de grandes créatures ressemblant à des trolls connues sous le nom de « Olog Graugs ». Selon leur article de Nature dans le menu des Annexes, Sauron a l’intention d’utiliser le Graug pour se croiser avec des Trolls ordinaires, et créer une nouvelle race de « trolls des collines » qui peuvent résister à la lumière directe du soleil. Les Graugs sont très rares dans les versions Xbox 360 et PlayStation 3 du jeu en raison de limitations techniques, mais sont plus abondants dans les versions PS4, PC et Xbox One.